# 波皮利尼亞 (波皮利尼亞區)
49°57′59″N 29°26′36″E / 49.96639°N 29.44333°E
波皮利尼亞（烏克蘭語：Попільня）是烏克蘭北部的村莊，隸屬日托米爾州的日托米爾區。該村始建於1600年，面積4.31平方公里，海拔高度213米，2001年人口1,879。